# CC 평택
CC 평택(Command Center Pyeongtaek)은 대한민국 경기도 평택시 캠프 험프리스에 위치한 주한 미군의 지하 벙커이다.

## 역사
CC 평택은 바로 옆 건물인 주한미군사령부, 미8군 사령부와 지하로 연결되어 있다. 캠프 험프리스 건설은 현대산업개발 컨소시엄이 전반적인 시공을 담당했지만, 작전센터만큼은 외부 노출 등을 우려해 미군 측이 유일하게 직접 공사를 담당할 정도로 극비 보안시설이다. 작전센터는 최첨단 컴퓨터와 미국 측의 정찰위성 수집 영상을 직접 볼 수 있는 대형 스크린, 미국 하와이의 태평양사령부 및 워싱턴 펜타곤과 직접 연결된 통신망 등이 갖춰졌다. 워룸(war room)으로 불리는 작전센터 지하벙커 내 전투통제실에는 주한미군 주요 지휘관들이 전장 상황을 실시간으로 파악할 수 있다.
코콤(KORCOM, 한국전투사령부)은 지하 3층 규모의 지휘통제용 벙커로 외부와 격리된 상태에서 근무자 1000여명이 1개월 이상 생존할 수 있도록 설계됐다. 특히 지휘통제시스템(C4I)을 포함한 군사시설은 물론 지하식당과 샤워장, 레크리에이션 시설도 있다.

## 같이 보기
- CP 탱고(Tango): 경기 성남시, 1970년대 설립된 한미연합사령부 지휘통제소
- CC 서울: 서울 용산구 용산기지, 미8군용
- CP 오스카: 대구 남구 캠프 워커
- 청와대 지하벙커: 서울 종로구 청와대
- B1 벙커: 서울 관악구, 한국군 전용
- B2 벙커: 서울 용산구 국방부 청사, 2012년 8월 합동참모본부가 건설
- B5 벙커: 서울 관악구, 정부 공무원용
- 계룡대 벙커: 충남 계룡시 계룡대